# Rezolucija Vijeća sigurnosti UN-a 914
Rezolucijom Vijeća sigurnosti UN-a 914, jednoglasno usvojenom 27. travnja 1994., nakon pozivanja na rezolucije 908 (1994.) i 913 (1994.), Vijeće je, djelujući prema Poglavlju VII Povelje Ujedinjenih naroda, povećalo snagu Zaštitnih snaga Ujedinjenih naroda (UNPROFOR) do 6550 dodatnih vojnika, 150 vojnih promatrača i 275 civilnih policajaca monitori.

## Vanjske poveznice
| Wikizvor | Engleski Wikizvor ima izvorni tekst na temu: United Nations Security Council Resolution 914 |

- Text of the Resolution at undocs.org